# Casas de Don Pedro
Casas de Don Pedro è un comune spagnolo di 1 734 abitanti situato nella comunità autonoma dell'Estremadura.